# Klebber Toledo
Klebber de Queiroz Toledo (Bom Jesus dos Perdões, 14 de junho de 1986) é um ator brasileiro.

## Biografia
É filho de João Roberto Toledo Junior e Marina Aparecida da Silva e tem um irmão mais velho chamado Kristhiano Toledo.

## Carreira
Quando tinha apenas 15 anos, saiu de casa para tentar a carreira de jogador de vôlei, chegando a jogar profissionalmente por 2 anos. Aos 20 anos, se mudou para o Rio de Janeiro e participou da oficina de atores da Rede Globo. Em 2007, estreou na televisão interpretando Matheus na 14ª temporada de Malhação. Em 2009 viveu o homossexual Rafael Menin nos últimos capítulos da novela das sete Caras & Bocas.
Em 2011, ganhou destaque ao interpretar o vilão Guilherme na novela das sete Morde & Assopra. Em 2012, participou da novela das seis A Vida da Gente interpretando o psicólogo João. No mesmo ano, viveu o atleta Umberto na novela das seis Lado a Lado. Em 2014, fez sua estréia no horário nobre, interpretando o homossexual Leonardo na novela Império. Em 2016, viveu Marcelo no filme Real: O Plano por Trás da História. Ainda em 2016, interpretou Romeu na novela das seis Êta Mundo Bom!.
Em 2017, protagonizou o longa O Goleiro, interpretando Danilo Padilha, filme que conta a trajetória do ídolo da Chapecoense, um dos mortos do acidente aéreo que vitimou parte do elenco e alguns jornalistas em novembro de 2016. No mesmo ano, interpretou Ricardo na primeira fase da série A Fórmula. Entre 2018 e 2019, esteve no elenco da série Ilha de Ferro interpretando Bruno Giordano. Em 2019 viveu o tímido eletricista e gogoboy Patrick na novela das sete Verão 90.
Em 2020 assinou com a Netflix. Em 2021 estreou como apresentador do reality show Casamento às Cegas Brasil ao lado da esposa.
Em 2022 interpretou o ambicioso médico Victor Hugo Sampaio na série   Maldivas também na Netflix. Também assinou com a HBO Max para protagonizar o longa  Procura-Se ao lado da esposa Camila Queiroz onde interpreta Max Cassani.

## Vida pessoal
Em 2011, durante as gravações da novela Morde & Assopra, começou a namorar a atriz Marina Ruy Barbosa, seu par romântico. O relacionamento chegou ao fim em 2014, após 3 anos. Em agosto de 2016, após o fim da novela Êta Mundo Bom! assumiu namoro com seu par romântico na novela, a atriz Camila Queiroz, durante uma viagem à Bariloche, na Argentina. Em junho de 2017, os atores ficaram noivos. Em 25 de agosto de 2018, se casaram em uma cerimônia religiosa no Essenza Hotel em Jericoacoara. Após o enlace, Klebber passou a usar o sobrenome Queiroz e Camila o sobrenome Toledo.

## Filmografia

### Televisão
| Ano  | Título                     | Personagem                       | Nota(s)                                 |
| ---- | -------------------------- | -------------------------------- | --------------------------------------- |
| 2007 | Malhação                   | Mateus Molina                    |                                         |
| 2009 | Caras & Bocas              | Sid                              | Episódios: "5 de dezembro–8 de janeiro" |
| 2011 | Morde & Assopra            | Guilherme Duarte de Lima Pereira |                                         |
| 2012 | A Vida da Gente            | João                             | Episódios: "4 de fevereiro–2 de março"  |
| 2012 | Lado a Lado                | Umberto de Ferraz Pontes         |                                         |
| 2013 | Dança dos Famosos          | Participante (4º lugar)          | Temporada 10                            |
| 2014 | Império                    | Leonardo de Souza                |                                         |
| 2015 | Não se Apega, Não          | Tiago                            | Episódio: "22 de novembro"              |
| 2016 | Êta Mundo Bom!             | Romeu Lobato                     |                                         |
| 2017 | A Fórmula                  | Ricardo Montenegro (jovem)       |                                         |
| 2017 | Cidade Proibida            | Dino Pedreira Pontes             | Episódio: "Caso Leon"                   |
| 2018 | Ilha de Ferro              | Bruno Giordano                   |                                         |
| 2019 | Verão 90                   | Patrick Vandembergh Brasil       |                                         |
| 2021 | Casamento às Cegas: Brasil | Apresentador                     |                                         |
| 2022 | Maldivas                   | Victor Hugo Sampaio              |                                         |
| 2024 | Tributo                    | Ele mesmo                        | Episódio: "Ary Fontoura"                |

### Cinema
| Ano  | Título                                   | Personagem            |
| ---- | ---------------------------------------- | --------------------- |
| 2015 | Vai que Cola – O Filme                   | Ele mesmo             |
| 2016 | Cegonhas: A História que não te Contaram | Júnior (voz)          |
| 2017 | Real: O Plano por Trás da História       | Marcelo               |
| 2021 | Amigas de Sorte                          | Gabriel               |
| 2021 | Pixinguinha, Um Homem Carinhoso          | Arnaldo Guinle        |
| 2022 | Procura-se                               | Maximus Cassani (Max) |
| 2022 | O Amor Dá Voltas                         | Sérgio                |
| 2024 | Biônicos                                 | Atila Riche/Miúdo     |
| –    | O Goleiro                                | Marcos Danilo Padilha |

### Internet
| Ano  | Título    | Nota              |
| ---- | --------- | ----------------- |
| 2014 | Ato Falho | Websérie do Gshow |

## Teatro
| Ano  | Título                               | Personagem          |
| ---- | ------------------------------------ | ------------------- |
| 2009 | Isaurinha - Samba, Jazz & Bossa Nova | Otavio Gabus Mendes |
| 2012 | Fama                                 | Nick Piazza         |
| 2015 | Aonde Está Você Agora?               | Gabriel             |
| 2023 | Paixão de Cristo de Nova Jerusalém   | Jesus               |

## Prêmios e indicações
| Ano  | Prêmio                             | Categoria                  | Indicação                    | Resultado |
| ---- | ---------------------------------- | -------------------------- | ---------------------------- | --------- |
| 2011 | Prêmio Extra de Televisão          | Melhor Revelação Masculina | Morde & Assopra              | Indicado  |
| 2011 | Melhores do Ano                    | Melhor Ator Revelação      | Morde & Assopra              | Indicado  |
| 2011 | Capricho Awards[carece de fontes?] | Melhor Casal Real          | Klebber e Marina Ruy Barbosa | Indicado  |
| 2014 | Meus Prêmios Nick                  | Gato do Ano                | Klebber Toledo               | Indicado  |
| 2017 | Capricho Awards                    | Melhor Casal Real          | Klebber e Camila Queiroz     | Indicado  |